# IMI - Belső piaci információs rendszer
A Belső piaci információs rendszer, az IMI egy webalapú informatikai rendszer, amely az Európai Gazdasági Térség (EGT), közigazgatási szerveit, hatóságait kapcsolja össze. A szoftvert az Európai Bizottság az Európai Unió tagállamaival közösen fejlesztette ki, hogy ezáltal segítse és felgyorsítsa a nemzeti közigazgatások határokon átnyúló együttműködését. Az IMI lehetővé teszi, hogy a nemzeti, regionális vagy helyi illetékességű közigazgatási szervek megtalálják és beazonosítsák más tagállambeli partnerhatóságaikat; illetve azt is, hogy ezen hatóságokkal információt cseréljenek. A rendszer előre lefordított kérdéseinek és válaszainak, valamint a szabad szövegű kommunikáció megértését segítő gépi fordításnak köszönhetően a rendszert használó hatóságok az egymás közti kommunikáció során saját anyanyelvüket használhatják.

## Háttér
Az Európai Unió egységes belső piacával kapcsolatos jogszabályok a tagállamok illetékes hatóságai számára kötelezően előírják, hogy segítsék egymást. A partnerhatóságoknak ennek értelmében különböző jogszabályi területeken kell információt biztosítaniuk egymás számára. Néhány jogszabály azt is előírja, hogy a tagállamok az Európai Bizottsággal kommunikáljanak (például az európai uniós jog által szabályozott nemzeti végrehajtási intézkedések bejelentési kötelezettségei esetében). Az IMI-t azért fejlesztették ki, hogy a mindennapokban megkönnyítse az információcserét.
A Belső piaci információs rendszer 2008 óta működik. A szoftver fejlesztését és működtetését 2010 júliusa óta az ISA (Interoperability Solutions for European Public Administrations) program támogatja. Az ISA programot megelőzően a fejlesztés a 2009. december 31-én lezárult IDABC (Interoperable Delivery of European eGovernment Services to public Administrations, Businesses and Citizens) program keretein belül zajlott.
Az IMI az EU egységes belső piacának irányítását és működtetését segítő eszközök egyike. A hasonló céllal létrehozott eszközök között megtalálható az Európa Önökért weboldal, az Európa Önökért Tanácsadó Szolgálat, a SOLVIT hálózat és az Egyablakos Ügyintézési Pontok hálózata. Az IMI kifejlesztése során már a tervezési fázisban figyelembe vették a személyes adatok védelmét és a hatályos adatvédelemmel kapcsolatos jogszabályoknak történő megfelelést. A fejlesztés során az Európai Bizottság folyamatosan konzultált az Európai Adatvédelmi Biztos (az EDPS) munkatársaival.

## Az IMI használói (az IMI-szereplők)
Az IMI rendszerhez kapcsolódó hatóságok hálózatának kialakítása decentralizált módon történt. Mindez a gyakorlatban azt jelenti, hogy az IMI alkalmazása és a rendszert használók regisztrációja az EU-tagállamok felelőssége. Az IMI használói között alapvetően három csoport különböztethető meg.

### Illetékes hatóságok
Az illetékes hatóságok és azok munkatársai az IMI végfelhasználói. Ezek közigazgatási intézmények és hivatalok, melyek hatáskörébe tartozik az EU egységes belső piacával kapcsolatos jogszabályok alkalmazása. Az IMI-ben regisztrált hatóságok lehetnek nemzeti, regionális vagy akár helyi illetékességűek is.

### IMI-koordinátorok
Minden tagállam kijelöl egy nemzeti IMI-koordinátort, mely a gyakorlatban gyakran egy minisztériumhoz tartozik. A nemzeti IMI-koordinátorok feladata saját országukban a rendszer egyenletes és problémamentes működtetése. A nemzeti koordinátorok feladataikat részben delegálhatják is, így egy-egy tagállam, további koordinátorokat is regisztrálhat a rendszerben. Egy-egy ország államigazgatási rendszerének szerkezetének függvényében a további ("delegált") koordinátorok hatáskörébe tartozhat az IMI alkalmazása például egy adott jogszabályi területen vagy egy földrajzi régióban. A nemzeti IMI-koordinátorok megnevezésére sokszor használatos a betöltött szerep angol nevének rövidítése a "NIMIC".

### Az Európai Bizottság
Az Európai Bizottság felelős az IMI-hez szükséges szoftverért és informatikai infrastruktúráért. Biztosítja a rendszer rendelkezésre állását, karbantartását és fejlesztését. A nemzeti IMI koordinátorok számára a bizottság Információs segítségnyújtó (Helpdesk) szolgálatot működtet továbbá képzéseket szervez. Mindemellett az Európai Bizottság irányítja és támogatja az IMI-koordinátorok szervezetét, elősegíti és népszerűsíti a rendszer alkalmazásának további területekre történő kiterjesztését, folyamatosan nyomon követi az IMI használatát, illetve azzal kapcsolatos statisztikai jelentéseket készít.

## Munkafolyamatok az IMI-ben
A Belső piaci információs rendszer több különböző munkafolyamattal segíti a felhasználókat, melyek a határokon átnyúló különböző közigazgatási együttműködési eljárásokat hivatottak megkönnyíteni az Európai Gazdasági Térség országai között.

### Információkérések, információcsere
Azon esetekben amikor egy illetékes hatóságnak olyan információra van szüksége, mellyel egy másik EGT tagállambeli partnerhatósága rendelkezik, a hatóság megkeresését -információkérést- küldhet az IMI-ben. Ehhez a rendszer az Európai Unió hivatalos nyelveire lefordított kérdéssorokat és válaszokat biztosít, melyeket minden felhasználó a saját anyanyelvén jeleníthet meg a felhasználói felületen. A információkérések kiegészíthetők csatolt dokumentumokkal is. A csatolt dokumentumokhoz, az információcsere tartalmához, valamint az annak részét képező személyes adatokhoz csak a munkafolyamatban közvetlenül érintett illetékes hatóságok férnek hozzá. Egy gyakorlati példája az információ cserének a következő eset: Egy német tanár Portugáliában szeretne tanítani. Ahhoz, hogy erre engedélyt kapjon, a portugál hatóságnak le kell ellenőriznie a pedagógus diploma másolatának hitelességét. A portugáliai hivatal munkatársa ezt az IMI-n keresztül könnyen megteheti, ha a németországbeli partnerhatóságának egy információkérést küld a rendszerben. A német hatóság a megkeresés elfogadását követően a rendszeren keresztül küldheti el a diploma hitelességével kapcsolatos válaszát. Az előre lefordított kérdéseknek és válaszoknak köszönhetően az információ csere tartalmát és részleteit a portugál ügyintéző portugálul, míg a német hivatalnok németül látja az IMI-ben.

### Értesítések, riasztások, tájékoztatások
Az értesítések egy olyan munkafolyamat részei, melyben több tagállam, illetve több hatóság érintett. A munkafolyamat során egy-egy hatóság egyszerre egy vagy több tagállam hatóságai számára küld információt. A tartalom függvényében ez a fajta többszereplős információcsere lehet egy egyszerű értesítés vagy tájékoztatás, de lehet akár tagállami riasztás is. Az ilyen jellegű munkafolyamatoknak, a vonatkozó jogszabályok értelmében akár az Európai Bizottság is részese lehet. A Szolgáltatási irányelv például előírja, hogy a tagállamok riasztást küldjenek egymásnak mindazon esetben, amikor egy szolgáltató tevékenysége az emberek egészségére és biztonságára veszélyt jelenthet.

### Nyilvántartások, információs adatbázisok
Az IMI nyilvántartásai és információs adatbázisai egy-egy jogszabályi területtel kapcsolatosan tartalmaznak adatokat. A tagállami szolgáltatók nyilvántartásainak jegyzéke egy példája az IMI adatbázisainak. Ezen nyilvántartások jegyzékét az IMI-ben regisztrált illetékes hatóságok tartják naprakészen. Az IMI a nyilvántartások konzultációját egy többnyelvű keresési modullal segíti. Bizonyos esetekben egy adatbázis tartalmához az IMI valamennyi felhasználója hozzáférhet; míg más esetekben, a tárolt adatokat, azok jellege miatt, csak a felhasználók meghatározott csoportja láthatja a rendszerben.

## Jogszabályi háttér
Az IMI-t az Európai Gazdasági Térség valamennyi tagállama használja az alábbi jogszabályok közigazgatási együttműködésekkel kapcsolatos előírásainak betartásához:
- A szakmai képesítések elismeréséről szóló 2005/36/EK irányelv[6]
- A belső piaci szolgáltatásokról szóló 2006/123/EK irányelv[7]
- A munkavállalók szolgáltatások nyújtása keretében történő kiküldetéséről szóló 96/71/EK irányelv[8]
- Az eurókészpénz euróövezethez tartozó tagállamok közötti, határon átnyúló, üzletszerű közúti szállításáról szóló 1214/2011/EU rendelet[9]

Az IMI használata várhatóan további jogterületekre is kiterjed majd a jövőben. A tervek szerint 2013-ban a rendszert kiterjesztik a határon átnyúló egészségügyi ellátásra vonatkozó betegjogok területére is.
Az IMI célja, hogy a közigazgatási együttműködés rugalmas eszköztárává váljon és ezzel hozzájáruljon az egységes európai belső piac hatékonyabb működéséhez és működtetéséhez. A 2012 decemberében hatályba lépett IMI rendelet egyértelmű jogszabályi kereteket biztosít az IMI rendszer számára. A rendelet meghatározza a személyes adatok kezelésének módját és azt is, hogy az IMI alkalmazása milyen módon terjeszthető ki további jogszabályi területekre.